# NGC 1607
NGC 1607 في الفهرس العام الجديد، هي مجرة، تقع في كوكبة النهر. اكتشفت في 14 ديسمبر 1881 بواسطة إدوارد ستيفان.

## روابط خارجية
- NGC 1607 على موقع ويكي سكاي: DSS2, SDSS, GALEX, IRAS, Hydrogen α, X-Ray, Astrophoto, Sky Map, Articles and images